# Ургенч (аеропорт)
Аеропорт Ургенч (узб. Urgench Xalqaro Aeroporti, (IATA: UGC, ICAO: UTNU)) — міжнародний аеропорт однойменного міста на заході Узбекистану, центру Хорезмської області. Летовище «Ургенч» 1-го класу.. В 2006 році споруджено будівлю аеровокзалу з пропускною спроможністю 300 пасажирів на годину. 

## ТипиПС, які приймає
Ан-12, Ан-24, Ан-26, Ан-28, Ан-30, Ан-32, Ан-72, Ан-74, Ан-124(по запросу), Ил-62, Ил-76, Ил-86, Ил-96, Л-410, Ту-134, Ту-154, Ту-204, Ту-214, Як-40, Як-42, Airbus A310, Airbus A319, Airbus A320, Airbus A321, ATR 42, ATR 72, Boeing 737, Boeing 747, Boeing 757, Boeing 767, Bombardier CRJ 100/200, Embraer EMB 120 Brasilia,  Sukhoi Superjet 100 тощо, типи ПС 3-4 класу, гелікоптери всіх типів. Максимальна злітна вага повітряного судна 310 тонн. Класифікаційне число ЗПС (PCN) 59/F/B/X/T.

## Авіалінії та напрямки
| Авіакомпанія       | Пункт призначення                                                                                               |
| ------------------ | --- |
| Rossiya Airlines   | Ст Петербург |
| S7 Airlines        | Москва–Домодєдово                                                                                               |
| Uzbekistan Airways | Бухара, Фергана, Москва–Внуково, Париж–Шарль де Голль, Ст Петербург, Ташкент, Волгоград Сезонний: Рим–Ф'юмічіно |